# Tradition und Leben

Das Symbol von Tradition und Leben, die Krone des Deutschen Kaiserreichs

Tradition und Leben e.V. (kurz TuL) war der größte monarchistische Verein in Deutschland. Die Auflösung des Vereins wurde am 5. November 2022 beschlossen. Er war bundesweit in verschiedenen Arbeitskreisen (siehe unten) aktiv und strebte die Umwandlung der Bundesrepublik Deutschland in eine parlamentarische Erbmonarchie mit einem Kaiser aus dem Haus Hohenzollern als Monarchen an. Dies sollte auf demokratischem und friedlichem Wege erfolgen („Jede gewaltsame Lösung scheidet von vornherein aus“). 
Vorstandsmitglieder vertraten den Verein regelmäßig auf Veranstaltungen im In- und Ausland, so z. B. bei Gedenktagen, Kranzniederlegungen oder Staatsfeiertagen europäischer Monarchien. Ebenso gab es Auftritte von Vorstandsmitgliedern in verschiedenen TV-Diskussionen und anderen Beiträgen, z. B. bei ZDF, ProSieben, NDR.
Das halboffizielle Symbol von Tradition und Leben war seit 1985 die heraldische Krone des Deutschen Kaiserreichs, das von 1871 bis 1918 bestand. Das Vereinsmotto lautet seit 1988 „Wir setzen der Demokratie die Krone auf!“.
Der Vorstand des Vereins gab die quartalsmäßig erscheinende Zeitung Erbe und Auftrag heraus, die vorwiegend bundesweit aber auch ins europäische und überseeische Ausland an Abonnenten und Vereinsmitglieder vertrieben wurde. 

## Entstehungsgeschichte
Der Verein ging aus dem Bund der Aufrechten hervor, der am 9. November 1918, also noch am Tag der Ausrufung der Weimarer Republik, von kaisertreuen Monarchisten gegründet wurde. In der Unterzeile des Namens dessen Zeitschrift Der Aufrechte befand sich ab 1934 bereits der heutige Name („Volkstümliche Blätter für Geschichte, Tradition und Leben“). In den 1920er Jahren erreichte der Aufrechte eine Auflage von 100.000 Exemplaren, dem Verein gehörten 25.000 Mitglieder an. In den 1930er Jahren hatte er zuletzt 100.000 Mitglieder. 1934 wurde der Bund im Zuge des Verbots aller monarchistischen Organisationen und Verbände aufgelöst. Viele Monarchisten wie auch Angehörige einiger bundesfürstlicher Häuser wurden als politische Häftlinge in Konzentrationslager deportiert und getötet.
Unter den Personen des 20. Juli 1944 um die Gebrüder Berthold und Oberst Claus Schenk Graf von Stauffenberg waren viele Monarchisten bzw. Anhänger des Hauses Hohenzollern (des deutschen Kaiser- und preußischen Königshauses), die beabsichtigten, im Erfolgsfall Deutschland wieder in eine Monarchie umzuwandeln. Reichsverweser bzw. Deutscher Kaiser wäre in diesem Fall Kronprinz Wilhelm (III.) (* 1882, † 1951) oder Louis Ferdinand (I.) Prinz von Preußen (* 1907, † 1994) geworden. Eine entsprechende Erklärung wurde damals bereits vorbereitet.
Prinz Louis Ferdinand, der mit Billigung seines Großvaters Kaiser Wilhelm II. im niederländischen Exil in Doorn bereits seit den 1930er Jahren Kontakte zum Widerstand unterhielt, wurde von der Gestapo verhört. Der Generalbevollmächtigte des Königshauses, Freiherr Kurt von Plettenberg, stürzte sich nach seiner Verhaftung durch die Gestapo aus einem Fenster in den Tod. Er rettete dadurch vermutlich einige Freunde des Widerstandes, da er nicht mehr zur Preisgabe der Namen gezwungen werden konnte.
Ab 1948 sammelte Heinrich von Massenbach die noch lebenden ehemaligen sowie neue Mitglieder um sich und verschickte ab 1949 erste Rundschreiben. Aus diesen Briefen für Tradition und Leben entstand der 1956 gegründete Verein Tradition und Leben, der im Jahr 1959 den Zusatz „e. V.“ („eingetragener Verein“) bekam.

## Ziele
Der Verein setzte sich für die friedliche Umwandlung Deutschlands von einer Republik in eine parlamentarisch-demokratische Monarchie ein, in der auf Länderebene Monarchien wie auch Republiken nebeneinander existieren können (die Bürger der Bundesländer sollen darüber entscheiden, ob ihr Land Monarchie wird oder Republik bleibt). Das Amt des Bundespräsidenten soll quasi gegen das des Deutschen Kaisers ausgetauscht werden. Kaiser soll der jeweilige aktuelle Chef des Hauses Hohenzollern werden – seit 1994 ist dies Georg Friedrich Prinz von Preußen. Der Kaiser soll nicht ausschließlich repräsentative Aufgaben wahrnehmen („Ein gekrönter Urkundsbeamter entspricht nicht unserer Vorstellung“): Diese sollen sich an denen der Könige der Niederlande und Spaniens orientieren (siehe dazu Politik in den Niederlanden und Politik in Spanien).

## Argumentation
Auf seiner Webseite nennt Tradition und Leben verschiedene Argumente für die Monarchie, die sich „in der Demokratie bewährt“ habe, was „zahlreiche Beispiele in West- und Nordeuropa“ bewiesen hätten:
- Ein Staatsoberhaupt müsse „eine unabhängige, ausgleichende Rolle übernehmen“ und sein Amt dem Parteienstreit und „dem Leistungsstreben und dem Ehrgeiz der Parteien“ entzogen sein. Eine Wahl setze „das höchste Amt im Staate den bekannten Streitigkeiten und Intrigen aus, die seinem Ansehen erfahrungsgemäß schaden.“
- Die Monarchie biete „die beste Möglichkeit, allen Gruppierungen in der Bevölkerung gerecht zu werden.“
- Ein Monarch sei ein Staatsoberhaupt „auch der Minderheiten“ und „vertrete deren berechtigte Anliegen.“
- In Krisenzeiten habe ein Monarch „als unabhängige Persönlichkeit die Möglichkeit, auf allgemeine Gesichtspunkte hinzuweisen und die Schwachen zu verteidigen.“
- „Die Ausbildung [...] des Monarchen von früher Jugend an, das selbstverständliche Hineinwachsen in seine Aufgaben“ gäben Verhaltenssicherheit und vermittelten „neben Unabhängigkeit des Denkens eine Fülle sachlicher Fähigkeiten.“
- In einer Monarchie stehe nicht nur „der Mann als Staatsoberhaupt an der Spitze, sondern eine Familie,“ womit die gesellschaftliche Stellung sowohl der Familie als auch der Frau aufgewertet würde.
- Die Krone habe sich als beste Hüterin der nationalen Identität bewährt. Sie repräsentiere in Würde das eigene Land, was gerade in einem zusammenwachsenden Europa sehr wichtig sei, und schlage Brücken zu den Nachbarn.
- Nach 45 Jahren der deutschen Teilung könne die Krone „zum einigenden Band der all zu lang getrennten Teile“ des deutschen Volkes werden. „Eine mitten in Deutschland verwurzelte Monarchie“ erleichtere diesen Prozess wesentlich.
- „Bei aller in jedem Staat unumgänglichen Repräsentation“ würde „in einer Monarchie sparsam gewirtschaftet werden.“ Ein Monarch belaste den Staatshaushalt weniger als ein Präsident, erziele aber „eine weit höhere Wirkung.“
- Ein Monarch handele „als Partner des ganzen Meinungsspektrums im Volk“ und könne „den verschiedenen politischen Auffassungen und Meinungen sowie ihren Anhängern die notwendigen Chancen zur Verwirklichung bieten.“

## Organisation

### Auf Bundesebene
Tradition und Leben organisiert sich auf Bundesebene im Vereinsvorstand und der Mitgliederversammlung.
Die Mitgliederversammlung ist beschlussfassendes Organ und wählt alle zwei Jahre den Vereinsvorstand. Sie kommt jährlich zusammen, um über Anträge zu beraten und abzustimmen.
Der Vereinsvorstand besteht aus dem Vorsitzenden, dem stellvertretenden Vorsitzenden und Geschäftsführer, dem stellvertretenden Vorsitzenden und Internetbeauftragten sowie dem Kassenverwalter.
Die Leiter der Arbeitskreise und vom Vorstand ernannte geeignete Personen bilden einen beratenden Beirat. Vereinssitz ist Köln.

#### Vorsitzende
| Zeitraum | Zeitraum  | Vorsitzender                     | Vorsitzender   |
| -------- | --------- | -------------------------------- | -------------- |
| 1.       | 1956–1962 | Heinrich Freiherr von Massenbach | * 1905, † 1962 |
| 2.       | 1962      | Bokelberg                        | * 1890, † 1987 |
| 3.       | 1963–1969 | Hans Voigt                       | * 1896, † 1969 |
| 4.       | 1969–1972 | Kurt Strehl                      | * 1912, † 1987 |
| 5.       | 1972–1974 | Friedrich Wilhelm Zöllner-Krumme | * 1914, † 1999 |
| 6.       | 1974–1984 | Klaus Schlegel                   | * 1914, † 2002 |
| 7.       | 1984–1988 | Harald Schmautz                  | * 1953         |
| 8.       | 1988–1996 | Wolfgang Stribrny                | * 1935, † 2011 |
| 9.       | Seit 1996 | Knut Wissenbach                  | * 1965         |

### Auf Regionalebene
Auf regionaler Ebene organisiert sich der Verein in Arbeitskreisen (AK). Diese Arbeitskreise ermöglichen den Mitgliedern die Aktivität: Es werden Flugblätter verteilt, Vorträge gehalten und Stammtische organisiert. Derzeit gibt es folgende Arbeitskreise in Tradition und Leben (Stand August 2009):
- AK Nordrhein-Westfalen (in Nachfolge und Erweiterung des AK Köln)
- AK Schleswig-Holstein und Hamburg
- AK Lüneburg (nördliches Niedersachsen)
- AK Rhein-Main
- AK Sächsische Länder und Herzogtum Anhalt (umfasst Sachsen, Thüringen und Sachsen-Anhalt)
- AK Berlin[18]

## Aktivitäten

### Mitgliederversammlungen
Spätestens seit Anfang der 1990er Jahre war die jährliche Mitgliederversammlung des Vereins in eine mehrtägige Tagung eingebettet. Es gab meist zwei öffentliche Vortragsveranstaltungen. An einem der Tage fand dann auch die eigentliche – geschlossene – Mitgliederversammlung statt. In den Anfangsjahren des Vereins fand die Mitgliederversammlung immer im Großraum Köln statt, seit 1970 an wechselnden Orten im Bundesgebiet (beginnend in Frankfurt am Main). Seit der deutschen Wiedervereinigung war es üblich geworden, abwechselnd in den alten und neuen Bundesländern zu tagen. Im Mai 2009 fand in der Residenzstadt Dessau eine Versammlung mit Ehrengast Eduard Prinz von Anhalt statt. Häufig nahmen Mitglieder des Hochadels als Ehrengäste oder auch Referenten an den Mitgliederversammlungen teil, so z. B. Albert Prinz von Sachsen Herzog zu Sachsen, Heinrich Prinz von Hannover oder zuletzt Eduard Prinz von Anhalt.

### Jugendtagungen (Auswahl)
Die Jugendtagungen standen jeweils unter der Leitung eines vom Vorstand ernannten Jugendbeauftragten von TuL und fanden an wechselnden Orten statt:
| Termin | Termin       | Tagungsort                        |
| ------ | ------------ | --------------------------------- |
| 1.     | Ostern 1960  | Burg Hohenzollern, Hechingen      |
| 2.     | März 1962    | Schloss Berge, Gelsenkirchen-Buer |
| 3.     | März 1964    | Schloss Wilhelmshöhe, Kassel      |
| 4.     | Februar 1967 | Schloss Berge, Gelsenkirchen-Buer |
| 5.     | März 1968    | Gelsenkirchen                     |
| 6.     | Februar 1970 | Kassel-Bad Wilhelmshöhe           |

In den späten 1980er Jahren wurde eine Wiederbelebung der Jugendtagungen versucht, aber nach mehreren erfolglosen Anläufen eingestellt.

## Mitglieder

### Gründungsmitglieder
- Initiator und Vereinsgründer: Heinrich Freiherr von Massenbach (* 1905, † 1962)
- Wilhelm A. Rau († 1964 oder 1965)
- Wolfgang Stribrny (* 1935, † 2011)
- Götz Aßmann

### Ehrenmitglieder (Auswahl)
- Hans-Joachim Schoeps
- Anton Ritthaler (* 1904, † 1982)
- Elisabeth Freifrau von Massenbach (* 1914, † 2005), Gattin des Vereinsgründers
- Friedrich Wilhelm von Lindeiner, genannt von Wildau († zwischen 1963 und 1966)
- Klaus Schlegel (* 1914, † 2002), ehemaliger Vorsitzender
- Karl Rathmann

### Prominente Mitglieder(Auswahl)
- Oskar Prinz von Preußen, Generalmajor a. D.
- Ernst Lemmer, Mitglied des Deutschen Bundestages und ehemaliges Mitglied des Reichstages, Bundesminister a. D.
- Otto Schmidt-Hannover, ehemaliges Mitglied des Reichstages, Fraktionsvorsitzender der DNVP
- Albrecht von Hohenzollern (* 1898, † 1977), Königlich preußischer Leutnant a. D., Major d.R. a. D. und Komponist

## Vereinsperiodika
- Briefe für Tradition und Leben Köln, ab 1949, ZDB-ID 213776-8, fortgesetzt als:
- Tradition und Leben. Zeitschrift, 1955–1965, Verlag Tradition und Leben, ZDB-ID 200797-6, (v. a. Vereinszeitschrift des Vereins Tradition und Leben, aber von diesem unabhängig)
- Mitteilungsblatt der Arbeitsgemeinschaft zur Förderung des monarchischen Gedankens Tradition und Leben e.V., 1966–1968, ZDB-ID 537111-9, fortgesetzt als:
- Erbe und Auftrag. Zeitschrift der Arbeitsgemeinschaft zur Förderung des monarchischen Gedankens. Verlag Tradition und Leben, ab 1968, ISSN 1867-6502.